# Giuseppe Antonio Davanzati
Giuseppe Antonio Davanzati (Bari, 29 agosto 1665 – Trani, 16 febbraio 1755) è stato un patriarca cattolico italiano.

## Biografia

### Primi anni e formazione
Giuseppe Antonio Davanzati era l'ultimo dei quattro figli di Lorenzo e Eugenia Celia, la cui nobile famiglia era originaria di Atene.
I Davanzati furono una potente famiglia nobile di Firenze i cui membri ricoprirono importanti cariche pubbliche. A causa delle lotte politiche cittadine, un esponente della famiglia lasciò la città di origine per trasferirsi a Napoli: questo ramo della famiglia continuò a mantenere i rapporti con il ceppo originario, soprattutto in virtù dei numerosi possedimenti conservati nella città sull'Arno.
Il fratello primogenito Giuliano morì in tenera età: l'amministrazione dei beni di famiglia passò al secondogenito, Niccolò, mentre Giuseppe, come era uso nelle nobili famiglie, venne destinato alla carriera ecclesiastica. La figlia terzogenita di Lorenzo, Agata, sposò Domenico Forges, membro di una nobile famiglia e originario di Palo del Colle: da quest'unione nacque la stirpe dei Forges Davanzati, della quale diversi esponenti furono molto attivi nella vita politica e culturale di Trani e della Puglia durante il XVIII secolo.
Gli studi di Davanzati iniziarono nel collegio gesuitico di Bari. Dopo la morte del padre, fu la madre Eugenia a curare la formazione del figlio: nel 1680 a soli 15 anni Giuseppe venne mandato all'Università di Napoli per iniziare gli studi di Diritto e Teologia. Dopo la morte della madre nel 1683, si trasferì a Bologna per intraprendere gli studi in matematica e scienze fisiche, materie non ancora insegnate a Napoli. In questo periodò risiedette anche a Firenze, dove si occupò della gestione degli affari di famiglia dopo la morte del fratello Niccolò.
Grazie al patrimonio di cui ora disponeva, iniziò il cosiddetto Grand Tour, un lungo viaggio attraverso l'Italia e l'Europa, molto in voga tra i giovani aristocratici europei e percorso comune della maggior parte degli intellettuali dell'epoca. Davanzati visitò gli Stati pontifici, la Toscana e la Repubblica di Venezia. Giunse a Parigi dopo aver visitato Milano, Torino e Ginevra: la capitale francese sarà la residenza preferita di Davanzati per molti anni, «essendo molto imamorato delle maniere e de' costumi de' Francesi» come scrisse in seguito, frequentando l'università e i numerosi circoli letterari. Da Parigi intraprese il pellegrinaggio a Santiago de Compostela approfittandone per visitare la Spagna e il Portogallo.
Ritornò in Italia passando per le Fiandre, i Paesi Bassi, la Germania e nuovamente Ginevra. Ricevuta però una cospicua eredità torno immediatamente a Parigi: questa volta lo scopo era quello di raggiungere Londra e di conoscere la mente più brillante della sua epoca, Isaac Newton, ma il progetto fallì. Davanzati tornò in Italia, attraversando di nuovo le Fiandre, i Paesi Bassi e la Germania. Il 10 luglio 1692 conseguì il dottorato in Scienze Teologiche a Roma, completando in questo modo i suoi studi.
Durante i numerosi viaggi e soggiorni all'estero, Davanzati entrò in contatto con numerosi intellettuali dell'epoca: Francesco Redi, Ludovico Antonio Muratori, il teologo Jean Leclerc, il medico e botanico Joseph Pitton de Tournefort e il filosofo Pierre Bayle.

### Carriera ecclesiastica
Non appena completati i suoi studi nel 1692, Giuseppe Davanzati venne ordinato pochi mesi dopo, il 20 dicembre dello stesso anno, nella chiesa di San Vitale a Pozzuoli. Nel frattempo era stato nominato tesoriere della Basilica di San Nicola a Bari, sua città di origine. Questa prestigiosa carica fu sia fonte di problemi e causa principale delle sue successive fortune: entrato in conflitto con il priore Pallavicini della chiesa di San Nicola, venne da questo accusato e per tale motivo convocato a Roma al cospetto di papa Clemente XI. Fu in questa occasione che Davanzati conobbe il cardinale Prospero Lambertini, il futuro papa Benedetto XIV, che ne apprezzò le doti e la viva intelligenza e lo introdusse negli ambienti della Curia romana.
Nel 1713 le sue abilità furono messe alla prova: venne nominato Legato Pontificio straordinario a Vienna per dirimere l'annosa questione dell'Interdetto di Lecce e cercare un compromesso tra la Curia e l'imperatore Carlo VI, che in quel periodo aveva assunto anche la corona del Regno di Napoli. L'Interdetto di Lecce consistette nella scomunica contro singole autorità laiche e l'interdizione dei servizi religiosi contro la Città e Diocesi di Lecce da parte di monsignor Fabrizio Pignatelli a seguito di una sentenza sfavorevole alla Curia Vescovile da parte della Regia Udienza di Lecce nel 1711, in merito alla conservazione dei numerosi privilegi fiscali di cui godeva la Curia. L'Interdetto ebbe l'approvazione del papa e si protrasse per ben 8 anni.
Durante il soggiorno a Vienna entrò in contatto con il filosofo e matematico Liebniz, con il quale mantenne una fitta corrispondenza anche negli anni successivi. La missione diplomatica di Davanzati si concluse nel 1717 con l'accordo tra le parti: questo successo gli valse la benevolenza dell'Imperatore, che lo ricompensò con 10.000 fiorini e il titolo di arcivescovo di Trani, importante città demaniale del Regno di Napoli (di cui Carlo VI era sovrano) sede della Regia Udienza e capoluogo della provincia. Anche il papa ricompensò Davanzati concedendogli le rendite della chiesa di Santa Maria della Vittoria a Roma (600 scudi annui) e con la conferma, il 22 novembre 1717, della nomina arcivescovile.
Nell'ottobre del 1718 Davanzati fu ordinato cavaliere dell'Ordine di Malta, divenendone il mese successivo conservatore dei privilegi presso la provincia di Trani.

### Arcivescovo di Trani
L'arcidiocesi di Trani era vacante da otto anni, dopo la morte dell'arcivescovo Pietro de Torres nell'ottobre del 1709: nella seconda metà del XVI secolo la scelta dell'arcivescovo della città era appannaggio del Re di Napoli, che in quel periodo era anche Re di Spagna. Le vicende della guerra di successione spagnola impedirono a Filippo V. L'ordinaria amministrazione del regno. Quando il nuovo sovrano nominò Davanzati, l'arcivescovo trovò una situazione amministrativa e patrimoniale precaria, con il clero locale che aveva approfittato della situazione. Perfino lo stato delle sedi vescovili era stato trascurato: il palazzo vescovile era in rovina e necessitava importanti restauri, mentre la stessa sacrestia era "provista scarsamente di paramenti" non sufficienti neanche per lo svolgimento delle funzioni ordinarie. Il primo atto del nuovo arcivescovo fu dunque quello di ripristinare il buono stato della sua sede, facendo riparare il palazzo vescovile a sue spese e fornendo la Cattedrale di nuovi ornamenti di culto.
Davanzati si occupò anche del restauro della stessa Cattedrale, con risultati giudicati successivamente in modo molto negativo dal punto di vista storico-architettonico: l'arcivescovo scelse di rimuovere la maggior parte delle vestigia di origine medievale, facendo abbattere il ciborio e l'ambone e facendo rimuovere numerose lapidi e iscrizioni.
La formazione progressista e lo spirito fortemente innovatore di Davanzati si scontrarono quasi subito con le resistenze del clero locale e della stessa popolazione. In occasione delle prime visite pastorali condannò alcune devozioni e pratiche che considerava superstiziose, motivo per il quale dovette affrontare una vera e propria rivolta del clero locale che gli costò una convocazione a Roma da papa Benedetto XIII. L'arcivescovo dovette aspettare un anno prima di potersi recare in udienza per difendersi dalle accuse.
Tornato a Trani Davanzati intraprese una nuova battaglia, questa volta contro la formazione del clero nei seminari: ritenendo che all'interno di questi "la gioventù fosse più esposta ad apprendere il male che il bene" rifiutò per il suo intero mandato di istituirne di nuovi, promuovendo, con scarso successo, la formazione di una scuola pubblica nel Palazzo Arcivescovile.
Un altro forte scontro si ebbe con l'ordine francescano, molto influente nella diocesi tranese dell'epoca: Davanzati fece aprire un'inchiesta contro padre Maulano, cui furono rivolte accuse di comportamento ereticale nella confessione dei peccati. Il francescano venne condannato, ma i minori conventuali riuscirono a sostenere l'infermità mentale di Maulano facendolo rinchiudere nel convento di Gravina. Accusato di non aver tenuto conto della pazzia del religioso, i francescani accusarono il vescovo di voler ristabilire pratiche inquisitoriali, invocando l'intervento del viceré Wirich von Daun davanti al quale Davanzati fu chiamato a giustificare i suoi atti.
La stima e l'amicizia del papa, Benedetto XIV, protessero in qualche modo Davanzati dalle numerose accuse. Il 2 agosto 1746 a Davanzati venne attribuito il titolo di Patriarca di Alessandria. Sembra che Davanzati stesso avesse rifiutato di ricevere la porpora cardinalizia propostagli dal papa.
L'arcivescovo Davanzati si spense a Trani il 16 febbraio 1755.

## Opere
Durante gli ultimi anni della sua vita Davanzati compose numerose opere, di cui solo una parte pervenuta anche grazie all'opera di catalogazione e all'interesse del nipote Domenico Forges Davanzati.
Nel 1742 indirizzò al suo vecchio amico Benedetto XIV una Lettera sopra la riforma delle feste: Davanzati sosteneva che il numero delle feste di precetto fosse immotivatamente alto, provocando danni all'economia locale e snaturando la stessa solennità delle feste. Nella Lettera riprende il progetto di Juan Caramuel, vescovo di Campagna e Satriano dal 1657 al 1673, di mantenere come feste di precetto solo le domeniche, le festività principali del Cristo (Natale, Circoncisione, Epifania, Purificazione, Pasqua, Pentecoste, Ascensione, Corpus Domini) e una per la Vergine, San Giovanni Battista e i Santissimi Pietro e Paolo, trasferendo tutte le altre feste alla domenica più vicina. Il pensiero di Davanzati fu dunque di rottura rispetto al pensiero dominante nella Curia dell'epoca, fautrice della moltiplicazione delle feste, soprattutto quelle patronali, in modo da incentivare la devozione.

A dimostrazione del sempre vivo interesso verso la scienza, Davanzati compose alcuni trattati su questo tema: è del 1738 una "Dissertazione sulle comete" purtroppo andata perdura, mentre nel 1740 scrisse una Dissertazione sulla tarantola in Puglia. Il trattato più famoso rimane la Dissertazione sopra i vampiri del 1739 che circolò manoscritta durante la sua vita e venne molto apprezzata anche da papa Benedetto XIV, a cui Davanzati inviò una copia nel 1743. Il testo fu però pubblicato per la prima volta solo nel 1774 dal nipote Domenico Forges Davanzati. Esso, che si interrogava sulle cause del recente "morbo o la strage de' vampiri" recentemente diffusosi in Europa orientale, concludeva si trattasse di un mero prodotto dell'immaginazione: 
Dico dunque che per isciogliere e schiarire questo fenomeno non vi è d'uopo più ricorrere in cielo per i miracoli, né all'inferno per i demonj, né su la terra per invenire le cagioni, né molto meno vi è di mestieri ricorrere a' filosofi per consultarne i loro sistemi. La vera causa di queste apparenze, chi brama di trovarla, non altrove la potrà trovare che in se stesso, e fuori di se stesso non la troverà giammai; la vera cagione de' vampiri è la nostra fantasia corrotta e depravata.

## Pubblicazione
- Giuseppe Davanzati, Dissertazione sopra i vampiri, a cura di Domenico Forges Davanzati, Napoli, Fratelli Raimondi, 1774, SBN NAPE004945.

## Genealogia episcopale
La genealogia episcopale è:
- Cardinale Scipione Rebiba
- Cardinale Giulio Antonio Santori
- Cardinale Girolamo Bernerio, O.P.
- Arcivescovo Galeazzo Sanvitale
- Cardinale Ludovico Ludovisi
- Cardinale Luigi Caetani
- Cardinale Ulderico Carpegna
- Cardinale Paluzzo Paluzzi Altieri degli Albertoni
- Cardinale Gaspare Carpegna
- Cardinale Fabrizio Paolucci
- Patriarca Giuseppe Antonio Davanzati